# 스몰 볼

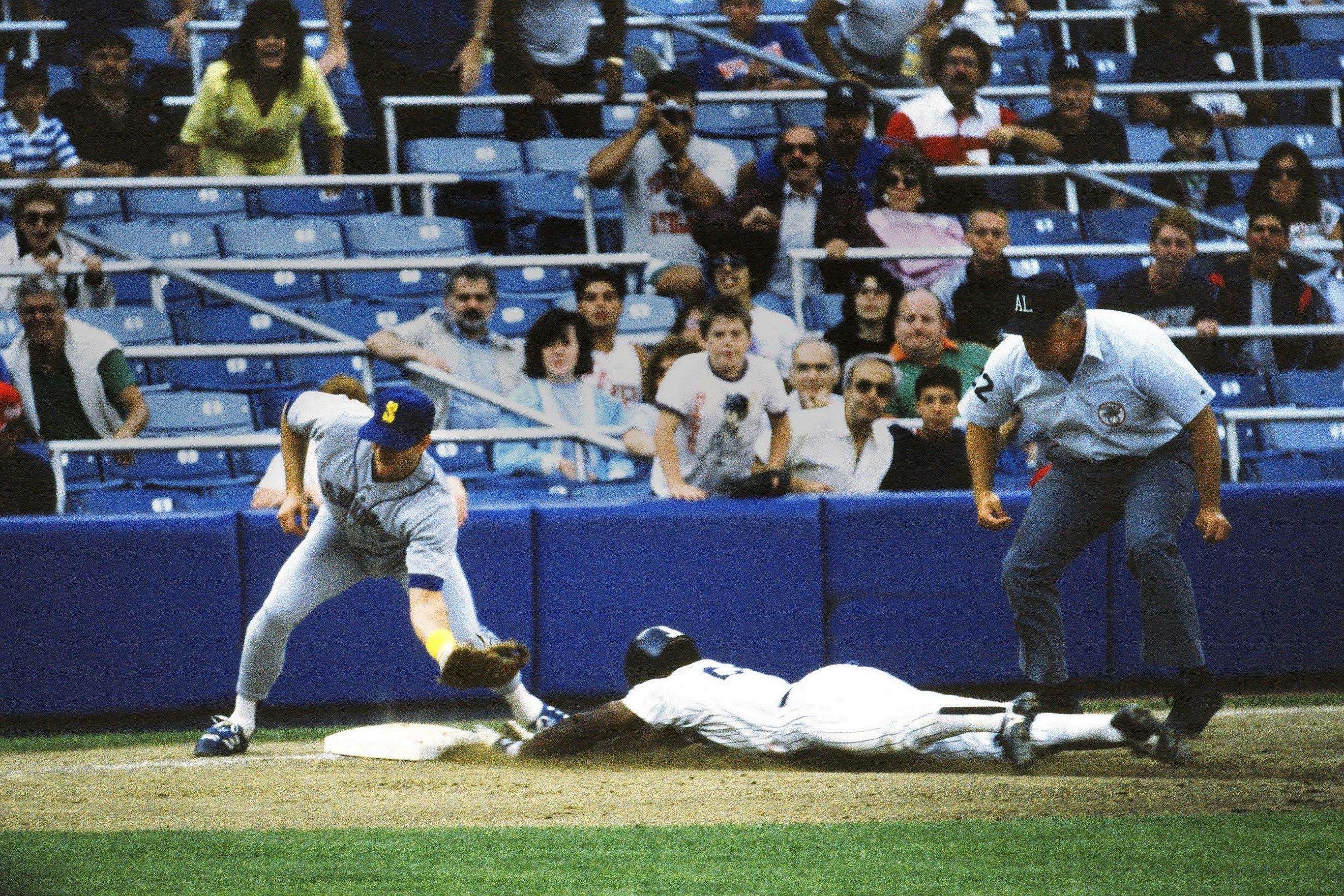

스몰 볼(small ball)은 전설적인 홈런왕이자 현 소프트뱅크 호크스 감독 겸 단장인 왕정치(王貞治)가 주창한 야구 스타일이다. 장타나, 홈런보다 도루, 단타, 번트를 축으로 하며, 개인 플레이들을 최대한 자제하고 팀 플레이를 극대화시키며 세밀하게 경기를 풀어나가는 것, 화려하고 재밌는 야구보다는 이기는 야구에 중점을 두는 방식. 이 전략은 선수의 달리기와 적은 안타로 높은 효과를 얻는다. 어떠할 때는 볼넷, 사사구, 도루, 번트, 희생 플라이, ‘런 앤 히트전략’, 공격적인 주루 플레이 등을 통해 안타 없이도 점수를 내기도 한다.
팀은 다음과 같은 다양한 방법을 이유로 이 스몰 볼 전략을 쓴다.
1. 같은 팀의 투수진들이 점수를 내지 않을 거란 확신이 들었을 때, 한 두개의 득점으로 이길 수 있다.
2. 상대투수가 적은 안타, 특히 장타를 허용할 때 스몰 볼 야구가 득점내기에 최고의 방법이다.
3. 팀에 확실한 타자가 없고 적은 안타로 득점을 내야 할 때
4. 팀에 매우 빠른 선수나 도루 잘하는 선수, 혹은 단타에 1루에서 3루까지 뛸수 있는 선수가 있을 경우
5. 팀이 마지막 이닝에 들어갔을 때 득점 하나로 비길 수 있을 때, 이길 수 있을 때, 리드를 더 크게 하고 싶을 때